# Carl Heinrich Ebermaier
Carl Heinrich Ebermaier (Rheda-Wiedenbrück, 4 febbraio 1802 – Düsseldorf, 1º  gennaio 1870) è stato un botanico e medico tedesco.

## Biografia
Era il figlio di farmacista/medico Johann Erdwin Christoph Ebermaier (1768-1825). Nel 1824 conseguì il dottorato in medicina a Berlino, poi si stabilì in una pratica medica a Düsseldorf. Nel corso della sua carriera lavorò come consulente medico e come consigliere.
Il genere di pianta Ebermaiera (famiglia Acanthaceae) porta il suo nome. Collaborò con il botanico Theodor Friedrich Ludwig Nees von Esenbeck (1787-1837) sul libro di testo "Handbuch der medicinisch-pharmaceutischen Botanik".

## Opere principali
- Plantarum papilionacearum : monographiam medicam, 1824
- Ueber den Schwamm der Schädelknochen und die Schwammartigen Auswüchse der harten Hirnhaut, 1829
- Erfahrungen und Ansichten über die Erkenntniss und Behandlung des asiatischen Brechdurchfalls, 1832.